# Driulis González
Driulis González Morales (Guantánamo, 21 settembre 1973) è una judoka cubana.

## Carriera
Ha vinto quattro medaglie olimpiche nel judo, conquistate in altrettante edizioni dei giochi.
In particolare ha conquistato la medaglia d'oro alle Olimpiadi di Atlanta 1996 nella categoria 56 kg femminile, la medaglia d'argento alle Olimpiadi di Sydney 2000 nella categoria 57 kg, la medaglia di bronzo alle Olimpiadi di Barcellona 1992 nella categoria 56 kg e la medaglia di bronzo alle Olimpiadi di Atene 2004 nella categoria 63 kg.
Nelle sue partecipazioni ai campionati mondiali di judo ha conquistato tre medaglie d'oro (1995, 1999, 2007), due medaglie d'argento (1997 e 2003) e due medaglie di bronzo (1993 e 2005) in diverse categorie.
Inoltre ha vinto tre medaglie d'oro (1995, 2003 e 2007) ai giochi panamericani e due medaglie d'oro (entrambe nel 2006) ai giochi centramericani e caraibici.